# 農村社區
農村社區
，指農村領域中的人群聚落，從而演化發展的人文活動和土地、建物、設施、環境、景觀、生態、空間等交互關係的有機領域構成。
若依據中華民國的《農村社區土地重劃條例》第三條定義，所稱「農村社區」，指依區域計畫法劃定非都市土地使用分區之鄉村區，農村聚落及原住民聚落。並得因區域整體發展或增加公共設施之需要，適度擴大其範圍。若依據《農村再生條例》第三條定義，「農村社區」，指非都市土地既有一定規模集居聚落及其鄰近因整體發展需要而納入之區域，其範圍包括原住民族地區。

## 農村領域認知
所謂「農村領域」，指以從事農、林、漁、牧業生產和相關活動為主要行業，通常幅員廣大、空間遼闊鄉野，包括山林、草原、曠野、水澤、河流、水岸和濱海地帶，除社區聚落之外，人口疏鬆散居，農人為活躍其間的重要角色，各項公共建築與設備、公共設施和相關週邊設施設備，除與農業相關者及灌溉排水系統與水土保持等農業工程設施外，相對於都市領域比較少的區域。
時至今日，在台灣，農村領域與都市領域，有時是互相包容的，不宜絕對劃分。可以說，廣大農村領域中，也有不少的市、鎮和大型聚落散佈其中，同樣的，在大都市領域中，也有若干的農村和面積廣大的鄉野的存在。因之，農村與都市的領域範圍，有大有小、也可大可小，未必是絕對的，應該抱持相對的認知觀念才是。
進一步探討，若以產業道路如今通達深入台灣的各處山野情況來評論，農村領域和都市領域只能算是相對比較的認知概念，若要深入細究時，則應務實認知。事實上，與世界許多落後國家地區比較，整個台灣已經算是相當都市化了。

## 農村社區發展
農村的發展規劃，不僅與農業發展和農業資源使用息息相關，還牽涉到相當廣泛的各層面，包括政治、社會、經濟、財政、交通、文化、歷史、教育、衛生、環境保護、自然生態、社區聚落、資源、微氣象、水文、地文、工程、科技、管理、產業活動、安全維護及其他人文相關活動等。
農村中，農民與農業活動雖是不可或缺重要角色，但常有非農民混居其中，可能也有農業外各種社經產業活動，並與農村居民生活息息相關。因之，農村的生活、生產、環境生態條件，應顧及居民多方需求，謀取各方利益均衡調和。此外，也需要考量外來流動過客，包括觀光客和偶而返鄉省親者，前來此地的目的需求，以及居民對這些流動過客的期望，並衡量因此可能會帶給地方永續發展的利害因素。
關於農村社區發展的推進，牽涉各類居民的生產生活和生態權益，也涉及上位廣域地區發展，必須建立有效的公眾參與和居民參與機制，促成各方共識基礎，依據當地立地條件，尊重居民營造家園意願，喚起當地居民共同參與熱忱，塑造當地特色和未來願景，並應考量方便可行的資源籌措運用方案，同時，也應該和國土計畫與所屬縣市整體發展規劃呼應整合。
以台灣農村為例，自2010年8月4日農村再生條例制定公布，隨後相關子法訂定發布，以及農村再生基金編列預算，讓台灣四千個農村社區發展有新的激發動力，燃起農村活化新展望。從而促進由下而上的農村社區居民參與，以及適切推動公眾參與，更顯重要性。

## 台湾营造中的社区
台灣地区近些年推動的農村再生計畫,也包括傳統農村社區在內。
- 台中市
  - 楓樹社區
- 南投縣
  - 澀水社區
  - 桃米社區
- 宜蘭縣
  - 珍珠社區
  - 白米社區